# Давос
Даво́с (на немски: Davos; на италиански: Tavate, Тавате, на местния диалект Tafaas, Тафаас) е град в Източна Швейцария, кантон Граубюнден, на река Ландвасер в Алпите на височина 1574 m. Население 10 898 жители (2018).
Този планински курорт и ски-център е известен главно като мястото на провеждане на Световния икономически форум, понякога наричан само „Давоски форум“.
Историята на града започва с това, че още през 19 век лекарите признали полезността на микроклимата на високопланинската долина за болните от белодробни заболявания. В средата на 20 век градът придобива известност като моден център за ски алпийски дисциплини.
В Давос всяка година се провежда международен турнир по хокей, известен като „Купата на Шпенглер“.